# Distrito de Waremme
El Distrito de Waremme (en francés: Arrondissement de Waremme; en neerlandés: Arrondissement Borgworm) es uno de los cuatro distritos administrativos de la Provincia de Lieja, Bélgica. 
Posee únicamente la condición de distrito administrativo, por lo que sus municipios dependen judicialmente del distrito de Lieja, a excepción de las localidades de Braives, Hannut, Lincent, Saint-Georges-sur-Meuse y Wasseiges que dependen del distrito de Huy.

## Lista de municipios
- Berloz
- Braives
- Crisnée
- Donceel
- Faimes
- Fexhe-le-Haut-Clocher
- Geer
- Hannut
- Lincent
- Oreye
- Remicourt
- Saint-Georges-sur-Meuse
- Waremme
- Wasseiges

- Datos: Q93970